# Сімейна таємниця
«Сімейна таємниця» — фільм розповідає про історію геноциду євреїв фашистами, розповсюдилася під час Другої світової війни, що досягне не тільки самих євреїв, а й тих, хто співпереживав їм.

## Зміст
50-ті роки 20 століття у Франції. Маленький Франсуа незадоволений тим, що він замкнутий і не особливо мужній. Як компенсацію він вигадує собі брата, який набагато хоробріший за нього самого. Це дуже не подобається його батькові. А коли Франсуа виповнюється 15, він дізнається сімейну таємницю про події, що відбулися у його родині під час німецької окупації.

## Знімальна група
- Оператор — Жерар де Баттіста